# Звонок: Полная версия
«Звонок: Полная версия» (яп. リング 完全版 Рингу: Кандзэнбан) — телевизионный фильм, являющийся первой экранизацией романа Звонок Кодзи Судзуки.

## Сюжет
Молодой журналист Кадзуюки Асакава расследует дело об одновременной гибели четырёх подростков. Он узнаёт, что их всех погубила загадочная видеокассета, и сам смотрит её. Он понимает, что жить ему осталось всего неделю, и просит помощи у своего друга Рюдзи Такаямы. Тот просит журналиста сделать копию кассеты для него. Дело осложняется тем, что жена Асакавы тоже посмотрела кассету.
Асакава и Рюдзи узнают, что кассету создала девушка по имени Садако Ямамура. На свидании с врачом её отца, произошла близость и он узнал о том, что она имеет синдром тестикулярной феминизации (в оригинальном романе на основе которого снималась самая первая версия звонка имеется другая цепь событий, которая привела к убийству Садако). Садако, решив, что он отверг её, попыталась его убить своими способностями. В ходе противостояния Садако, врач  сбросил её в колодец.
Оказалось, что колодец находился на том самом месте, где построили дом, в котором появилась кассета. Друзья отправляются туда, находят колодец и Асакава достаёт оттуда кости Садако. Неделя прошла, а Кадзуюки жив. Он отправляется на родину Садако, чтобы доставить туда её останки.
В это время Рюдзи танцует со своей ученицей Маи Такано. Внезапно появляется Садако и душит Такаяму. Но перед смертью он понимает, что ключ к спасению — ребёнок Садако. Чтобы выжить, надо сделать копию кассеты и показать её другому. Именно это сделал Асакава и остался жить.

## В ролях
- Кацунори Такахаси — Кадзуюки Асакава
- Ёсио Харада — Рюдзи Такаяма
- Аянэ Миура — Садако Ямамура
- Маи Татихара — Сидзуко Асакава
- Маха Хамада — Май Такано
- Томороо Тагути — Дзётаро Нагао
- Акико Хинагата — Томоко Ониси
- Сигэюки Накамура — Ёсино
- Кодзи Симидзу — Хэйхатиро Икума
- Кадзу Ицуки — Такэхико Номи

## Релиз
Фильм вышел на японском канале Fuji TV 11 августа 1995 года в виде двухчасовой драмы. Изначально назывался просто «Звонок» («Ring»). Когда на видео была выпущена версия, содержащая эротические сцены, к нему был приставлен подзаголовок Полная версия (Kanzenban).